# Copa Rio Branco
A Copa Rio Branco foi uma competição amistosa de futebol disputada entre as seleções nacionais de Brasil e Uruguai. Instituída em 1916, foi só disputada pela primeira vez quinze anos mais tarde. De suas nove edições, a seleção brasileira venceu cinco e a uruguaia, três, além de um certame no qual os dois selecionados dividiram o título.

## Lista dos campeões
* Após três jogos e três empates o título de 1967 foi dividido pelas duas seleções

## Resultados

### Jogo único
| 6 de setembro de 1931 | Brasil | 2 – 0 | Uruguai | Estádio das Laranjeiras, Rio de Janeiro                 |
|                       | Nilo   |       |         | Público: sem registro Árbitro: Gilberto de Almeida Rêgo |

| 4 de dezembro de 1932 | Uruguai | 1 – 2 | Brasil   | Estádio Centenário, Montevidéu               |
|                       | García  |       | Leônidas | Público: sem registro Árbitro: Aníbal Tejada |

### Primeiro jogo
| 24 de março de 1940 | Brasil                                         | 3 – 4 | Uruguai                                                            | Estádio São Januário, Rio de Janeiro                                     |
|                     | Hércules 52' · Pedro Amorim 61' · Leônidas 67' |       | Marcelino Pérez 27' · Raúl Rodriguez 74' · Severino Varela 84' 87' | Público: cerca de 25 000 espectadores presentes Árbitro: Nobel Valentini |

### Segundo jogo
| 31 de março de 1940 | Brasil       | 1 – 1 | Uruguai             | Estádio São Januário, Rio de Janeiro                                         |
|                     | Leônidas 60' |       | Severino Varela 42' | Público: cerca de 35 000 espectadores presentes Árbitro: José Ferreira Lemos |

### Primeiro jogo
| 5 de janeiro de 1946 | Uruguai                                                                       | 4 – 3 | Brasil                     | Estádio Centenário, Montevidéu            |
|                      | Juan Pedro Riephoff 18', 86' · José María Medina 50' · Luis Tommaso Volpi 71' |       | Jair 9', 85' · Zizinho 23' | Público: 45 000 Árbitro: BRA Mário Vianna |

### Segundo jogo[2]
| 9 de janeiro de 1946 | Uruguai               | 1 – 1 | Brasil             | Estádio Centenário, Montevidéu                                                |
|                      | José María Medina 34' |       | Ademir Menezes 45' | Público: cerca de 35 000 espectadores presentes Árbitro: Juan Carlos Armental |

### Primeiro jogo
| 29 de março de 1947 | Brasil | 0 – 0 | Uruguai | Estádio do Pacaembu, São Paulo                                                |
|                     |        |       |         | Público: cerca de 35 000 espectadores presentes Árbitro: Juan Carlos Armental |

### Segundo jogo
| 1 de abril de 1947 | Brasil                                                       | 3 – 2 | Uruguai                               | Estádio São Januário, Rio de Janeiro                                      |
|                    | Tesourinha 10' · Heleno de Freitas 36' · Jair Rosa Pinto 67' |       | José María Medina 55' · Raúl Pini 80' | Público: cerca de 40 000 espectadores presentes Árbitro: João Etzel Filho |

### Primeiro jogo
| 4 de abril de 1948 | Uruguai            | 1 – 1 | Brasil           | Estádio Centenário, Montevidéu                                                   |
|                    | Nicolás Falero 85' |       | Danilo Alvim 74' | Público: cerca de 40 000 espectadores presentes Árbitro: Alberto da Gama Malcher |

### Segundo jogo
| 11 de abril de 1948 | Uruguai                                                         | 4 – 2 | Brasil               | Estádio Centenário, Montevidéu                        |
|                     | Nicolás Falero · Obdulio Varela · Julio César Britos · Magliano |       | Canhotinho · Carlyle | Público: sem registro Árbitro: Luis Alberto Fernández |

### Primeiro jogo
| 6 de maio de 1950 | Brasil                   | 3 – 4 | Uruguai                                              | Estádio do Pacaembu, São Paulo                    |
|                   | Zizinho · Ademir Menezes |       | Julio Pérez · Juan Alberto Schiaffino · Óscar Míguez | Público: sem registro Árbitro: Cyril Jack Barrick |

### Segundo jogo
| 14 de maio de 1950 | Brasil                              | 3 – 2 | Uruguai                   | Estádio São Januário, Rio de Janeiro              |
|                    | Ademir Menezes · Francisco Aramburu |       | Nilton Santos · Vilamidez | Público: sem registro Árbitro: Cyril Jack Barrick |

### Terceiro jogo
| 18 de maio de 1950 | Brasil         | 1 – 0 | Uruguai | Estádio São Januário, Rio de Janeiro              |
|                    | Ademir Menezes |       |         | Público: sem registro Árbitro: Cyril Jack Barrick |

### Primeiro jogo
| 25 de junho de 1967 | Uruguai | 0 – 0 | Brasil | Estádio Centenário, Montevidéu                   |
|                     |         |       |        | Público: desconhecido Árbitro: Aurélio Bossolino |

### Segundo jogo
| 28 de junho de 1967 | Uruguai     | 2 – 2 | Brasil       | Estádio Centenário, Montevidéu                   |
|                     | Pedro Rocha |       | Paulo Borges | Público: desconhecido Árbitro: Aurélio Bossolino |

### Terceiro jogo
| 1 de julho de 1967 | Uruguai     | 1 – 1 | Brasil       | Estádio Centenário, Montevidéu                |
|                    | Pedro Rocha |       | Dirceu Lopes | Público: desconhecido Árbitro: Esteban Marino |

### Primeiro jogo
| 9 de junho de 1968 | Brasil        | 2 – 0 | Uruguai | Estádio do Pacaembu, São Paulo                      |
|                    | Tostão · Sadi |       |         | Público: desconhecido Árbitro: Romualdo Arppi Filho |

### Segundo jogo
| 12 de junho de 1968 | Brasil                            | 4 – 0 | Uruguai | Estádio São Januário, Rio de Janeiro             |
|                     | Paulo Borges · Jairzinho · Gérson |       |         | Público: desconhecido Árbitro: Aurélio Bossolino |

### Primeiro jogo
| 25 de fevereiro de 1976 | Uruguai            | 1 – 2 | Brasil         | Estádio Centenário, Montevidéu               |
|                         | Juan Carlos Ocampo |       | Nelinho · Zico | Público: desconhecido Árbitro: Roque Cerullo |

### Segundo jogo
| 28 de abril de 1976 | Brasil           | 2 – 1 | Uruguai       | Estádio Maracanã, Rio de Janeiro              |
|                     | Rivellino · Zico |       | Daniel Torres | Público: 62,672 Árbitro: Romualdo Arppi Filho |

## Artilharia
6 gols
- Ademir Menezes

4 gols
- Leônidas da Silva
- Paulo Borges

3 gols
- José María Medina
- Pedro Rocha

2 gols
| - Nilo - Jair Rosa Pinto - Zizinho - Zico | - Severino Varela - Juan Pedro Riephoff - Nicolás Falero - Juan Alberto Schiaffino |

1 gol
| - Hércules - Pedro Amorim - Tesourinha - Heleno de Freitas - Canhoteiro - Carlyle - Francisco Aramburu - Tostão - Sadi | - Jairzinho - Gérson - Nelinho - Rivellino - Dirceu Lopes - García - Marcelino Pérez - Raúl Rodriguez - Luis Tommaso Volpi | - Raúl Pini - Obdulio Varela - Julio César Britos - Magliano - Julio Pérez - Villamidez - Juan Carlos Ocampo - Daniel Torres |

1 Gol-Contra
- Nílton Santos